# Mechthild von der Pfalz

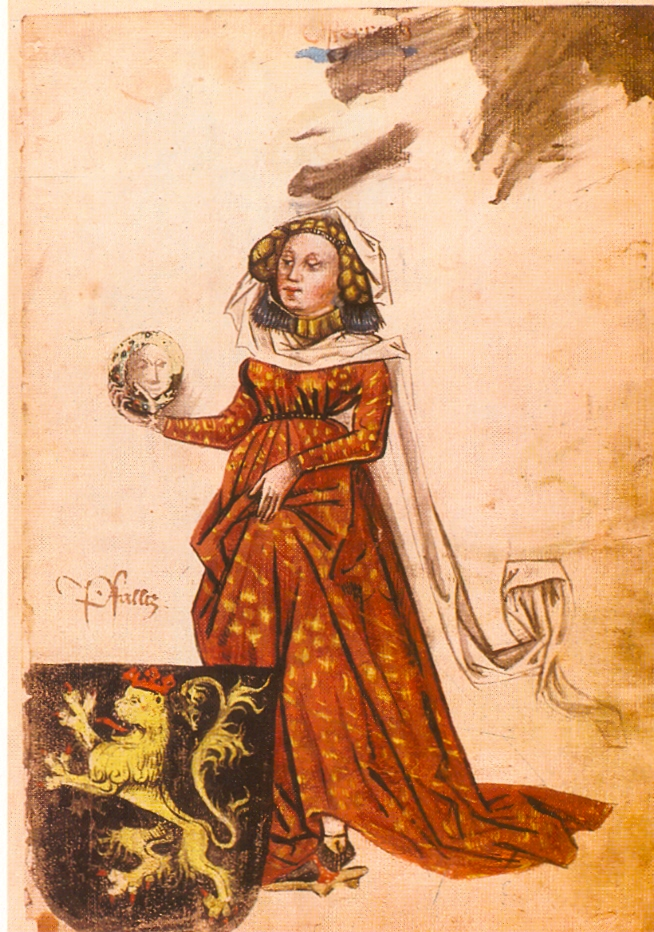
Bildnis der Mechthild von der Pfalz aus dem Codex Ingeram

Mechthild von der Pfalz (* 7. März 1419 im Heidelberger Schloss; † 22. August 1482 daselbst) war eine kurpfälzische Prinzessin sowie durch Ehe Gräfin von Württemberg und Erzherzogin von Österreich.
Mechthilds Bedeutung für die deutsche Geschichte rührt nicht aus ihren dynastischen Verflechtungen, sondern auch aus ihrem Wirken für das Hochschulwesen im deutschen Südwesten.

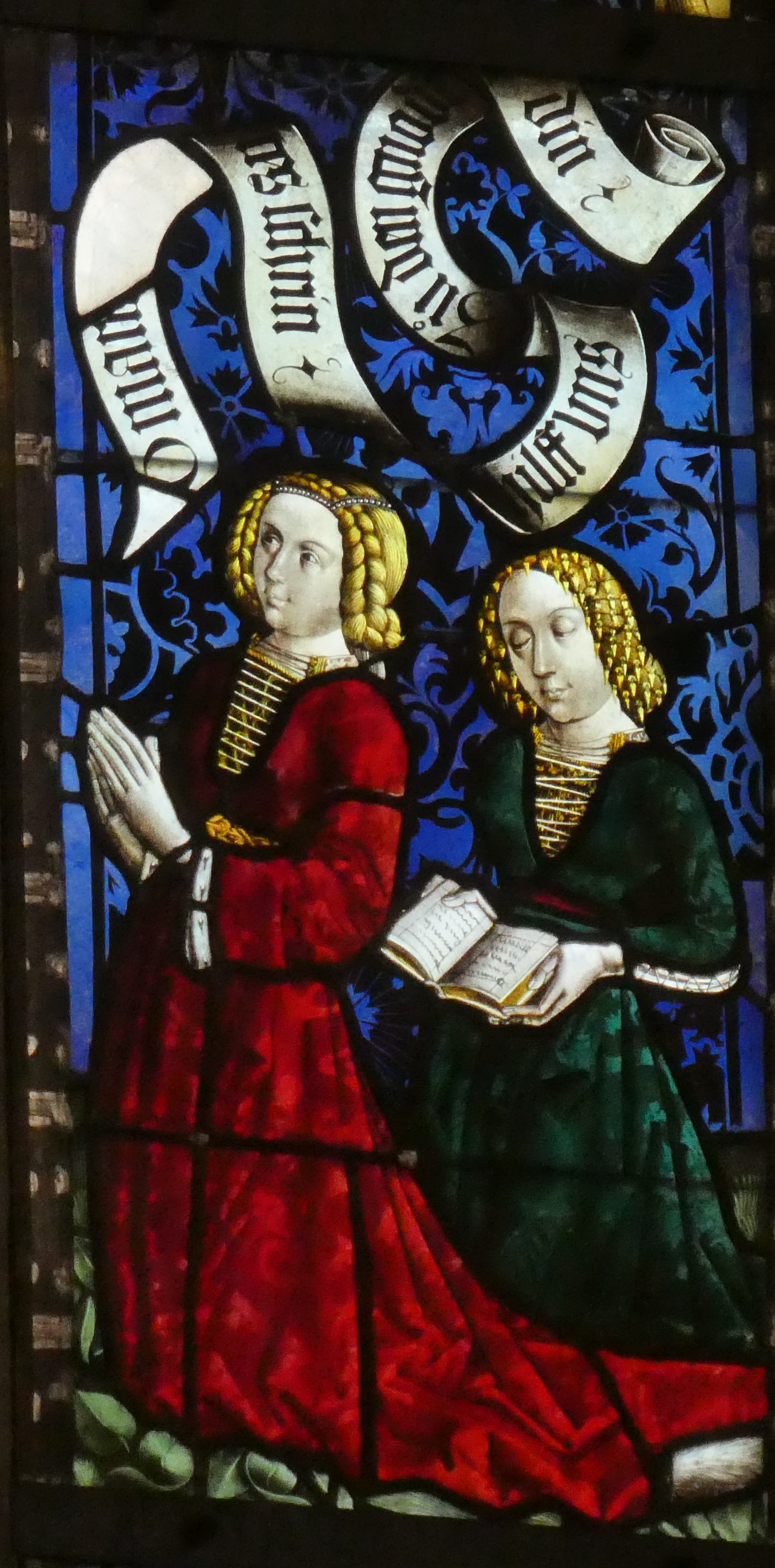
Mechthild von der Pfalz im roten Gewand mit Margarethe Württemberger, ihrer Enkelin auf einem Bleiglasfenster der Stiftskirche Tübingen hergestellt um 1477 von der Straßburger Werkstatt um Peter Hemmel von Andlau

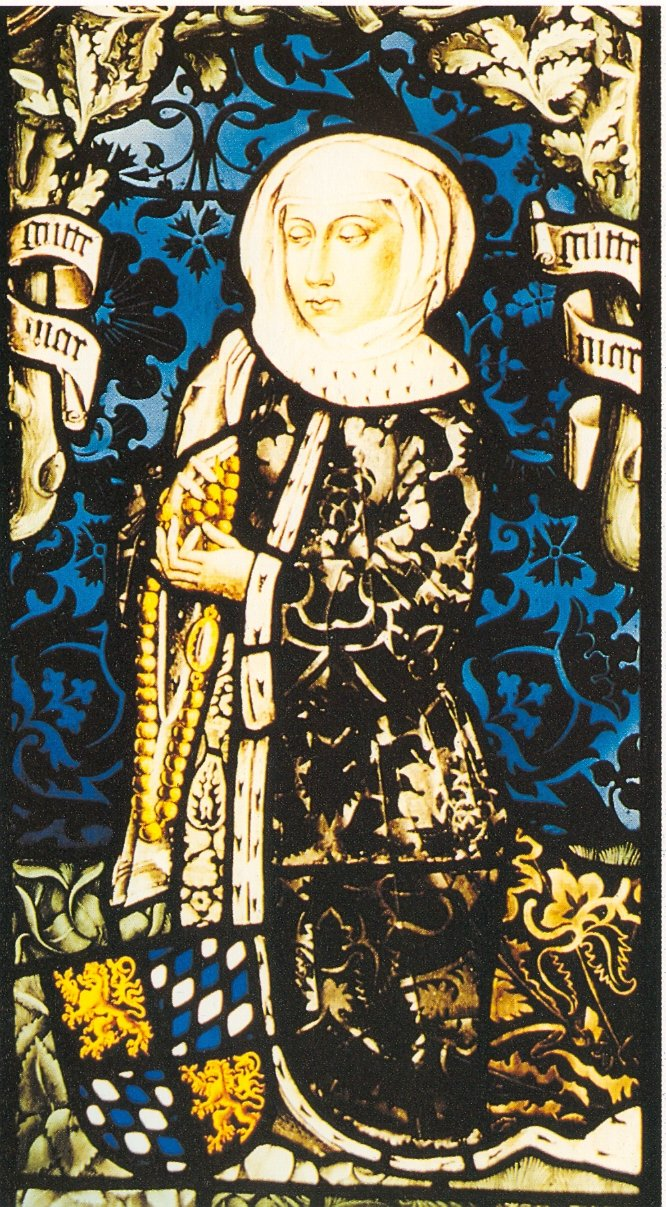
Mechthild von der Pfalz auf einem Bleiglasfenster der Stiftskirche Tübingen

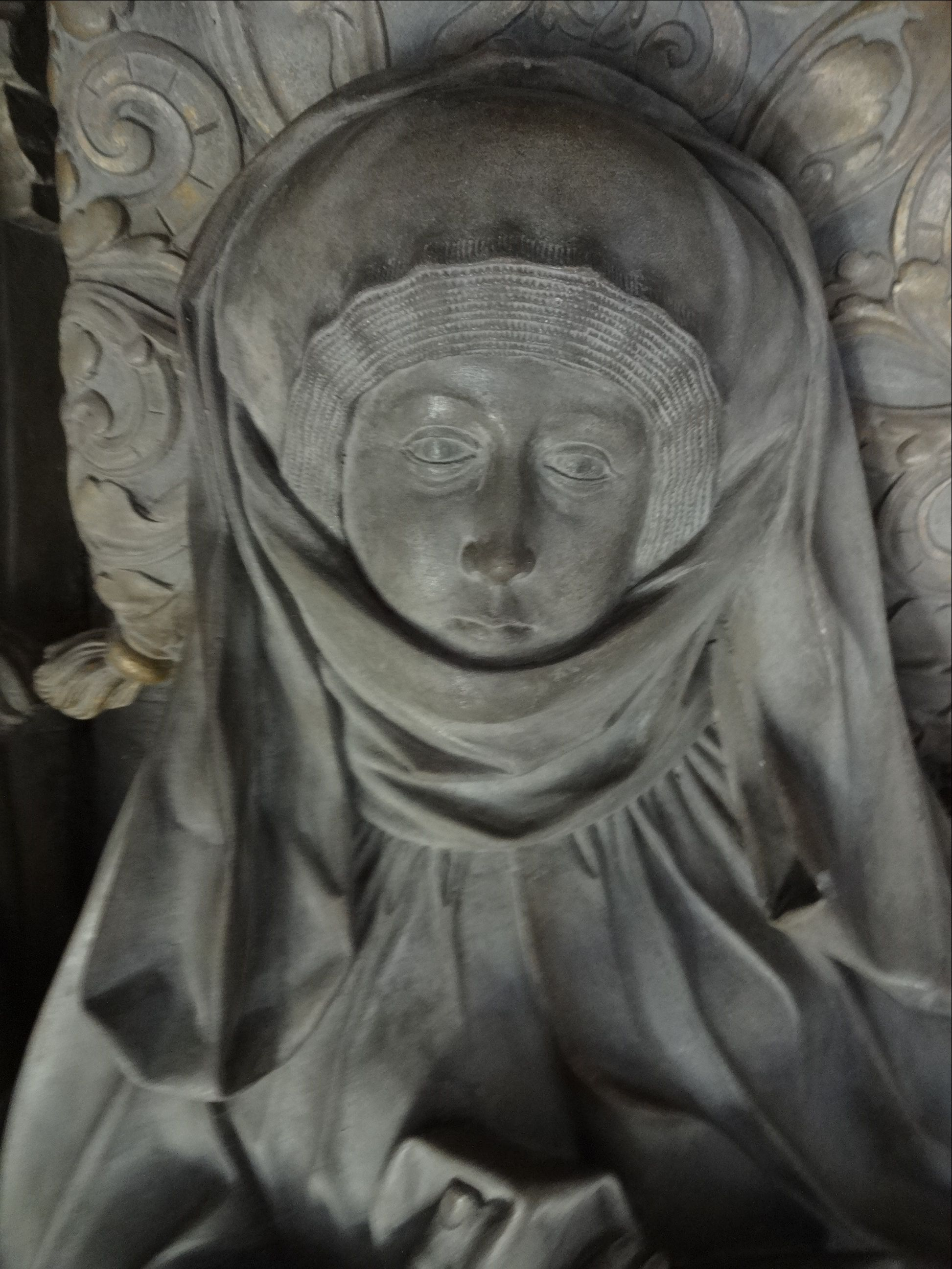
Antlitz der Mechthild von der Pfalz. Detail der Grablege mit ihrem ersten Gemahl, dem Grafen Ludwig I. von Württemberg, in der Stiftskirche Tübingen

## Bis zum Tod ihres ersten Mannes Ludwig I. von Württemberg
Sie war das zweite Kind des Kurfürsten Ludwig III. von der Pfalz, genannt der Bärtige, und das erste aus seiner zweiten Ehe mit der Gräfin Matilda von Savoyen-Achaja und somit ältere Schwester des Kurfürsten Ludwig IV.
Bereits am 25. November ihres Geburtsjahres wurde sie als Säugling im Alter von acht Monaten mit dem damals siebenjährigen Grafen Ludwig I. von Württemberg (* 1412) verlobt. Sie wuchs in Heidelberg auf, der Stadt, in der ihr Urahn Ruprecht II. und sein Onkel Ruprecht I. 1386 die älteste Universität des heutigen Deutschlands, die „Ruprecht-Karls-Universität“ gegründet hatten.
Am 21. Oktober 1436 wurde die 17 Jahre zuvor vereinbarte Ehe mit Ludwig von Württemberg in Stuttgart geschlossen. Nach Vormundschaft (1419–1426) regierte er zunächst gemeinsam mit seinem Bruder Ulrich V. bis zur Landesteilung 1441. Ab da regierte er im Uracher Landesteil. Sie hatten fünf gemeinsame Kinder:
1. Mechthild (* nach 1436; † 1495), verheiratet seit 1454 mit Ludwig II., Landgraf von Hessen (1438–1471)
2. Ludwig II. (* 1439; † 1457), ab 1450 Graf von Württemberg-Urach
3. Andreas (* und † 1443)
4. Eberhard V. im Bart (* 1445; † 1496), ab 1457 Graf von Württemberg-Urach, ab 1482 Graf von ganz Württemberg, ab 1495 als Eberhard I. Herzog von Württemberg
5. Elisabeth (* 1447; † 1505), verheiratet 1. seit 1470 mit Graf Johann III. von Nassau-Saarbrücken (1423–1472), und 2. ab 1474 mit Graf Heinrich dem Älteren zu Stolberg (1436–1511)

Am 24. September 1450 verstarb ihr Ehemann an einer Seuche, so dass ihr Einfluss am Uracher Hof sehr geschwächt war. Als 31-jährige Witwe mit vier Kindern im Alter zwischen drei und dreizehn Jahren war dies eine heikle Situation für sie.

## Witwensitz in Böblingen
Sofort versuchte ihr Schwager Graf Ulrich V. von Württemberg (der Vielgeliebte), die Vormundschaft über die vaterlosen Grafenkinder zu bekommen, wobei anzunehmen ist, dass seine väterliche Fürsorge vor allem den erbberechtigten Kindern galt. So bezog Mechthild noch im gleichen Jahr ihren Witwensitz in Böblingen, das ihr gemäß dem Ehevertrag als Wittum zustand.
Wie damals üblich waren nämlich im Verlobungsvertrag 1419 alle diesbezüglichen Einzelheiten festgelegt worden, so dass ihr dann ab der Eheschließung – als Ausgleich für ihre dann sicher auch nicht geringe Mitgift – als „Morgengabe“, also als späteres Witwengut im Todesfall ihres Mannes, die Städte Böblingen, Sindelfingen, Dagersheim und eine ganze Reihe weiterer Orte vertraglich zugesichert worden sind.
Dies bedeutete nicht nur, dass sie auf dem Schloss Böblingen residieren und über alle Einnahmen aus den Abgaben der zugeteilten Gebiete verfügen konnte, sondern ihr stand auch die tatsächliche, rechtsgültige Herrschaft über genau dieses Gebiet zu. So ist 1419 im oben erwähnten Vertrag auch festgelegt worden, dass ihr dort alle Bewohner zu huldigen hatten, und diese ihr den Gehorsam auch zu beeiden hatten. Zudem stand sie dort wie dann auch ihre spätere Schwiegertochter Barbara Gonzaga einem eigenen Hofgericht vor, welches die oberste Berufungsinstanz für das Böblinger Stadtgericht und die Dorfgerichte war.
Das damals noch recht kleine Böblingen war für die schöne Grafenwitwe durchaus attraktiv, denn es gehörte ein beliebter Jagdbezirk dazu, so dass Mechthild dort auch der standesgemäßen Jagdtätigkeit nachgehen konnte. Theodor Schön ging zu Anfang des 20. Jahrhunderts zumindest davon aus: „Stolz zu Roß, den Jagdfalken auf der schönen Hand, ging sie in der seenreichen Umgegend Böblingens auf die Reiherbeize.“

## Zweite Ehe mit Erzherzog Albrecht VI.
Im Jahr 1452 heiratete sie in zweiter Ehe den Erzherzog Albrecht VI. von Österreich (* 18. Dezember 1418; † 2. Dezember 1463), einen Bruder des Kaisers Friedrich III. Aus dieser Ehe hatte sie keine Kinder.
Der hohe Rang ihres Mannes zeigte sich schon bei der Hochzeit am 10. August 1452 – die „Böblinger Fürstenhochzeit“ war das prachtvollste Ereignis in der Geschichte der Stadt. Mechthild wurde durch die Hochzeit zur Schwägerin des Kaisers und somit nach dessen Frau zur ranghöchsten Dame des ganzen Reiches. Trotz ihrer erneuten Heirat behielt sie ihr Böblinger Witwengut bei und kam auch immer wieder nach Böblingen und in den Böblinger Raum.
Im Jahr 1457 bewog sie ihren zweiten Ehemann Erzherzog Albrecht dazu, auch im damals österreichischen Freiburg im Breisgau eine Hochschule zu gründen, die Albertina oder heutige „Albert-Ludwigs-Universität“. Für die geläufige Behauptung, dass Albrechts intellektuelle Fähigkeiten kaum zu diesem Schritt ausgereicht hätten, fehlen seriöse Belege; auch wird seine Ausbildung dem für damalige Fürsten im Heiligen Römischen Reich üblichen Standards entsprochen haben. Das älteste Zepter der Universität zeigt neben dem österreichischen Bindenschild als Hinweis auf Erzherzog Albrecht VI. auch das pfälzische Wappen, das sich auf die Pfalzgräfin Mechthild beziehen soll.  Dieter Specks ausführliche, quellenfundierte Beschreibung der Gründung der Universität Freiburg im Breisgau belegt aber, dass Mechthilds Rolle als die tatsächliche Gründerin dieser Universität als Legende einzustufen ist.
Nach Albrechts Tod 1463 bezog sie – mit 44 Jahren abermals Witwe geworden – ihren Witwensitz in Rottenburg am Neckar. Sie richtete dort einen Musenhof ein, scharte Dichter, Musiker, Gelehrte und Künstler um sich und ermutigte den frühhumanistischen Schriftsteller und Übersetzer Niklas von Wyle, das Dekameron ins Deutsche zu übertragen. Eine weitere Ehe ging sie nicht mehr ein. Im Jahr 1477 überredete Mechthild ihren Sohn Eberhard zu einer Universitätsgründung in Tübingen, wobei auch hier der ausführende Teil (wenn auch erst Jahrhunderte später) der Namensgeber wurde: Herzog Carl Eugen (1728–1793) nannte die Hochschule „Eberhard Karls Universität Tübingen“.
Sie starb am 22. August 1482 im Alter von 63 Jahren in Heidelberg und wurde entsprechend ihrem testamentarischen Wunsch in der Kartause Güterstein an der Seite ihres ersten Mannes in der Marienkirche beigesetzt und 1486 nach Fertigstellung der als Grablege des Uracher Zweiges der Grafen von Württemberg errichteten Andreaskapelle dorthin umgebettet. 1554 wurden beide Särge und Grabmale in den Chor der Stiftskirche in Tübingen überführt.